# Clàssica Terres de l'Ebre 2025
De tweede editie van de wielerwedstrijd Clàssica Terres de l'Ebre vond plaats op 21 juli 2025. De 128 deelnemers startten in Roquetes en finishten 185,8 kilometer later in Tortosa. De wedstrijd maakte deel uit van de UCI Europe Tour, met de categorie 1.1. De Mexicaan Isaac del Toro won na een lange solo, voor de Italiaan Christian Scaroni en de Brit Lukas Nerurkar.

## Uitslag
| Plaats  | Naam                 | Ploeg                  | Tijd     |
| ------- | -------------------- | ---------------------- | -------- |
| Winnaar | Isaac del Toro       | UAE Team Emirates-XRG  | 4u23'58" |
| 2       | Christian Scaroni    | XDS Astana             | + 46"    |
| 3       | Lukas Nerurkar       | EF Education-EasyPost  | + 51"    |
| 4       | Alex Molenaar        | Caja Rural-Seguros RGA | z.t.     |
| 5       | Pau Miquel           | Kern Pharma            | z.t.     |
| 6       | Mikkel Honoré        | EF Education-EasyPost  | z.t.     |
| 7       | Joris Delbove        | TotalEnergies          | + 55"    |
| 8       | Davide Formolo       | Movistar               | z.t.     |
| 9       | Diego Ulissi         | XDS Astana             | + 58"    |
| 10      | Killian Verschuren   | Unibet Tietema Rockets | + 1'01"  |
| 11      | Jardi van der Lee    | EF Education-EasyPost  | + 1'24"  |
| 12      | Clément Alleno       | Burgos Burpellet BH    | + 1'37"  |
| 13      | Alessandro Covi      | UAE Team Emirates-XRG  | z.t.     |
| 14      | Haimar Etxeberria    | Kern Pharma            | z.t.     |
| 15      | Eduard Prades        | Caja Rural-Seguros RGA | z.t.     |
| 16      | Mikel Retegi         | Kern Pharma            | z.t.     |
| 17      | Jon Barrenetxea      | Movistar               | + 1'42"  |
| 18      | Odd Christian Eiking | Unibet Tietema Rockets | z.t.     |
| 19      | Merhawi Kudus        | Burgos Burpellet BH    | + 1'45"  |
| 20      | Alan Jousseaume      | TotalEnergies          | + 1'48"  |

2024 · 2025